# Giuseppe Vitali
Giuseppe Vitali (sinh ngày 26 tháng 8 năm 1875 – mất ngày 29 tháng 2 năm 1932) là một nhà toán học người Ý đã làm việc trong một số ngành giải tích toán học. Ông đưa tên của mình cho một số thực thể của toán học, nổi bật nhất đó chính là Vitali set mà trong đó ông đưa ra một số ví dụ về một tập hợp con không thể đo lường của Số thực.

## Tiểu sử
Giuseppe Vitali là con cả trong năm người con. Cha của ông, Domenico Vitali, làm việc cho một công ty đường sắt ở Ravenna và trong khi đó mẹ của ông, Zenobia Casadio, ở nhà và chăm sóc con cái.
Vào năm 1886, ông đã hoàn thành giáo dục tiểu học ở Ravenna, và sau đó ông dành ba năm tại Ginnasio Comunale, nơi học lực của ông trong kỳ thi cuối kỳ là trung bình.
Ông tiếp tục học ở Ravenna tại trường trung học Dante Alighieri. Giáo viên môn toán của ông là Giuseppe Nonni và nhanh chóng nhận ra ông là đứa trẻ có tiềm năng lớn, coi như con của mình. Ông viết thư cho cha của Giuseppe vào ngày 28 tháng 6 năm 1895, nội dung yêu cầu ông cho phép con trai theo đuổi các nghiên cứu sâu hơn về toán học.
Ông trở thành một sinh viên của Scuola Normale Superiore ở Pisa và tốt nghiệp Đại học Pisa cào năm 1899. Ông đã dành hai năm làm trợ lý trước khi rời khỏi thế giới học thuật.Từ năm 1901 đến năm 1922, ông bắt đầu trở thành giáo viên trung học, đầu tiên là ở Sassari, sau đó là Voghera và từ năm 1904 trở đi là Classical High School Christopher Columbus ở Genova. Trong những năm đó ông đã tham gia vào chính trị cũng như là thành viên của Italian Socialist Party cho đến khi bị sụp đổ bởi những phát xít Ý vào năm 1922. Không lâu sau đó ông bắt đầu theo đuổi lĩnh vực giải tích toán học. Vào năm 1923, ông trở thành giáo sư toán học tại University of Modena and Reggio Emilia. Ông cũng giảng dạy ở Đại học Padova (từ năm 1924 đến năm 1925) và Đại học Bologna (từ năm 1930). Ông được mời dự Congress of Mathematicians được tổ chức ở Bologna vào tháng 9 năm 1928, cho các bài giảng  Rapporti inattesi su alcuni rami della matematica (Mối quan hệ bất ngờ của một số chi nhánh của toán học).
Từ năm 1926, Vitali bắt đầu biểu hiện các triệu chứng của một căn bệnh nghiêm trọng, và bị tê liệt một cánh tay, có nghĩa là ông sẽ không thể viết được nữa. Nhưng ông vẫn hoàn thành một nửa nghiên cứu của mình trong bố năm cuối cùng của cuộc đời mình.
Vào ngày 29 tháng 2 năm 1932, ông đã thuyết trình tại Đại học Bologna và đang nói chuyện với nhà toán học Ettore Bortolotti thì ông ngã gục xuống lòng đường và tử vong. Ông thọ 56 tuổi.
Vitali xuất bản một khối lượng đáng kể của toán học trong sự nghiệp của mình với sản lượng quan trọng nhất của mình diễn ra trong tám năm đầu tiên của thế kỷ XX.
Ông được vinh danh trong cuộc bầu cử của Academy of Sciences of Turin vào năm 1928,Accademia Nazionale dei Lincei năm 1930, vàe Academy of Bologna vào năm 1931.

## Đóng góp
Năm 1905, Vitali là người đầu tiên đưa ra một ví dụ về một tập hợp con không đo lường của các số thực. Định lý phủ của ông là một kết quả cơ bản trong thuyết độ đo. Ông cũng đã chứng minh một số định lý liên quan đến sự hội tụ của các chuỗi các chức năng đo lường và giải tích. Thuyết hội tụ của VItali tổng quát định lý hội tụ của Lebesgue. Một định lý khác mang tên của ông đưa ra một điều kiện đủ cho sự hội tụ thống nhất của một chuỗi các hàm holomorphic trên một miền mở. Kết quả này đã được tổng quát hóa thành normal families, chức năng tổng hợp của một số biến phức tạp, v.v.
Trong cuối cuộc đời của ông, ông cũng làm việc về tính toán phân biệt tuyệt đối và về hình học của không gian Hilbert..

## Nghiên cứu
Một tuyển tập các bài báo toán học của Giuseppe Vitali, chính xác 35 trong tổng số 83, một số bài giảng từ các khóa học đại học của ông, một cuốn sách về hình học của không gian Hilbert và 100 chữ cái trong tổng số 300 thư của ông với nhiều nhà toán học khác trong thời đại của ông. được thu thập trong cuốn sách Vitali 1984.
- Vitali, Giuseppe (1908) [ngày 17 tháng 12 năm 1907], “Sui gruppi di punti e sulle funzioni di variabili reali”, Atti dell'Accademia delle Scienze di Torino (bằng tiếng Ý), 43: 75–92, JFM 39.0101.05. (Dịch tựa đề) "Trên các nhóm điểm và hàm của các biến thực" là bài báo có chứa bằng chứng đầu tiên về Định lý bao trùm Vitali.
- Vitali, Giuseppe (tháng 12 năm 1917), “Eugenio Elia Levi”, Bollettino della Mathesis (bằng tiếng Ý), 9: 86–89.
- Vitali, Giuseppe (1984), Opere sull'analisi reale e complessa – Carteggio [Works on real and complex analysis – Correspondence], Opere dei Grandi Matematici Italiani, Firenze: Edizioni Cremonese (distributed by Unione Matematica Italiana), tr. XII+524, MR 0777329, Zbl 0578.01033.

## Xêm thêm
- Định lý hội tụ Vitali
- Định lý bao trùm Vitali
- Định lý Vitali-Hahn-Saks
- Tập hợp Vitali

### Tiểu sử và tham khảo chung
- Tonolo, Angelo (1932), “Commemorazione di Giuseppe Vitali”, Rendiconti del Seminario Matematico della Università di Padova (bằng tiếng Ý), 3: 67–81, JFM 58.0049.10. The "Commemoration of Giuseppe Vitali" (title translation) by one of his colleagues at the University of Padua. Available at Numdam.
- Tricomi, G. F. (1962), “Giacinto Morera”, Matematici italiani del primo secolo dello stato unitario, Memorie dell'Accademia delle Scienze di Torino. Classe di Scienze fisiche matematiche e naturali. Serie IV (bằng tiếng Ý), I, tr. 120, Zbl 0132.24405, Bản gốc lưu trữ ngày 4 tháng 3 năm 2016, truy cập ngày 1 tháng 6 năm 2018. "Italian mathematicians of the first century of the unitary state" is a collection of biographical notes on Italian mathematicians who worked in Italy from 1861 up to 1960. Its content is available from the website of the Società Italiana di Storia delle Matematiche.
- F Gabici and F Toscano, Scienziati di Romagna(Alpha Test, 2007). ISBN 8851800804
- M T Borgato, Giuseppe Vitali: Real and Complex Analysis and Differential Geometry, in Mathematicians in Bologna 1861-1960 (Springer, New York, 2012), 31-55. ISBN 978-3-0348-0227-7
- M T Borgato and A V Ferreira, Giuseppe Vitali: mathematical research and academic activity after 1918 (Italian), Italian mathematics between the two world wars (Pitagora, Bologna, 1987), 43-58.
- L Pepe, Giuseppe Vitali e l'analisi reale, Rendiconti del Seminario matematico e fisico di Milano 54(1984), 187-201.
- L Pepe, Giuseppe Vitali and the didactics of mathematics (Italian), Archimede 35 (4) (1983), 163-176.
- L Pepe, Una biografia di Giuseppe Vitali, in L Pepe (ed.), G Vitali, Opere sull'analisi reale e complessa, carteggio (Cremonese, Bologna, 1984), 1-24.
- S Pincherle, Giuseppe Vitali, Bollettino dell'Unione matematica italiana 11 (1932), 125-126.
- C S Roero and M Guillemot, Tullio Viola and his Maestri in Bologna: Giuseppe Vitali, Leonida Tonelli and Beppo Levi, in Mathematicians in Bologna 1861-1960 (Springer, New York, 2012), 383-413.
- A Tonolo, Giuseppe Vitali (Italian), Archimede 11 (1959), 105-110.
- A. Vaz Ferreira Giuseppe Vitali and the mathematical research at Bologna, Geometry and complex variables, Lecture Notes in Pure and Appl. Math. 132 (Dekker, New York, 1991), 375-395.
- T Viola, Ricordo di Giuseppe Vitali a 50 anni dalla sua scomparsa, in Atti del Convegno La Storia delle Matematiche in Italia, Cagliari 1982 (Monograf, Bologna, 1984), 535-544